# Balensiefen (Neunkirchen-Seelscheid)
Balensiefen ist ein Ortsteil der Gemeinde Neunkirchen-Seelscheid im Rhein-Sieg-Kreis.

## Lage
Balensiefen liegt auf den Höhen des Bergischen Land. Nachbarorte sind Söntgerath im Nordwesten und Brackemich im Südosten.

## Geschichte
Das Dorf gehörte früher zur Gemeinde Much, bis 1969 zur Gemeinde Neunkirchen.
1830 hatte Much-Balesiefen 25 Bewohner. 1845 hatte Bahlesiefen 27 katholische Einwohner in fünf Häusern. 1888 waren 15 Bewohner in fünf Häusern bei der Gemeinde Much und 18 Bewohner in zwei Häusern in der Gemeinde Neunkirchen verzeichnet.
1901 hatte das Gehöft in Much 15 Einwohner: Die Ackererfamilien Johann Marten Franken und Johann Schwamborn; das Gehöft in Neunkirchen acht Einwohner: Die Ackererfamilien Johann Hahn und Johann Heinrich Klein.
1910 wohnten in Much-Balensiefen nur noch der Ackerer Johann Schwamborn, in Neunkirchen-Balensiefen Ackerer Johann Hahn, Ackerergehülfe Peter Wilhelm Hahn und Ackerer Johann Heinrich Klein.